# Кандіду ді Олівейра
Кандіду ді Олівейра (порт. Cândido de Oliveira, 24 вересня 1896, Фронтейра — 23 червня 1958, Стокгольм) — португальський футболіст, що грав на позиції півзахисника. По завершенні ігрової кар'єри — тренер, відомий роботою з низкою клубних команд, а також національною збірною Португалії.
Разом з Антоніу душ Рейшом 1945 заснував спортивну газету A Bola, для якої надалі регулярно готував матеріали.

## Клубна кар'єра
У дорослому футболі дебютував 1914 року виступами за команду лісабонської «Бенфіки», в якій провів шість сезонів. 
Завершив професійну ігрову кар'єру у клубі «Каза Піа», за команду якого виступав протягом 1920—1926 років.

## Виступи за збірну
18 грудня 1921 року провів свою єдину гру у складі національної збірної Португалії. У цьому матчі, першому в історії для португальської збірної, був капітаном команди, яка поступилася 1:3 іспанцям.

## Кар'єра тренера
Завершивши виступи на футбольному полі, 1926 року прийняв пропозицію увійти до тренерської ради національної збірної Португалії, яка зокрема готувала команду до основного тогочасного міжнародного футбольного змагання — турніру на Олімпійських іграх 1928 року. На олімпійському турнірі в Амстердамі португальці розпочинали з попереднього раунді, в якому здолали чилійців, а згодом в 1/8 фіналу виявилися сильнішими за збірну Югославії. Проте вже у чвертьфіналі припинили боротьбу, програвши команді Єгипту.
Протягом 1934–1935 років працював на клубному ривни з командою «Каза Піа», після чого на наступне десятиріччя знову став головним тренером збірної Португалії. Щоправда початок цього періоду був пов'язаний з напруженою політичною ситуацією в Португалії, а згодом розв'язалася Друга світова війна, тож протягом 1935—1945 років португальська збірна під керівництвом ді Олівейри провела лише 15 матчів. Паралельно з роботою у збірній протягом 1937–1938 років очолював тренерський штаб «Белененсеша».
1945 року прийняв пропозицію попрацювати з лісабонським «Спортінгом», команду якого очолював до 1949 року. А частину 1950 року провів у Бразилії, де тренував місцевий «Фламенго».
1952 року утретє прийшов на тренерський місток збірної Португалії, цього разу під його керівництвом національна команда провела лише три гри, в яких двічі програла і одного разу зіграла унічию.
Згодом працював на клубному рівні — протягом 1952–1953 років з «Порту», а з 1955 по 1958 рік з коїмбрською «Академікою».

## Політичні погляди
Був відомий опозиційними по відношенню до диктаторського режиму Нової держави поглядами, через які декілька разів був ув'язнений, зокрема був серед в'язнів концентраційного табору Таррафал.

## Смерть і вшанування пам'яті
Помер 23 червня 1958 року на 62-му році життя у шведському Стокгольмі, де перебував як кореспондент заснованої ним же газети A Bola на тогорічному чемпіонаті світу. Прибувши до Швеції, звертався до лікарні через проблеми з легенями, проте від запропонованої тривалої госпіталізації відмовився, не бажаючи пропустити події мундіалю, задля висвітлення яких прибув до країни. За декілька днів його стан погіршився і лікарі вже не змогли врятувати йому життя.
Внесок ді Олівейри у розвиток і популяризацію футболу в Португалії був відзначений, зокрема, присвоєнням його імені національному Суперкубку країни.

## Титули і досягнення

### Як тренера
- Чемпіон Португалії (3):

«Спортінг»: 1946-1947, 1947-1948, 1948-1949
- Володар Кубка Португалії (2):

«Спортінг»: 1945-1946, 1947-1948